# ميليان بافكوفيتش
ميليان بافكوفيتش (بالصربية: Миљан Павковић) مواليد 20 أبريل 1981 في زاييتشار، جمهورية يوغوسلافيا الاشتراكية الاتحادية، هو لاعب كرة سلة صربي. بدأ مسيرته الاحترافية في سنة 1998. يلعب مع فرشاتس في الدوري الصربي لكرة السلة كلاعب هجوم خلفي. يحمل الرقم 4.

## المسيرة الاحترافية
لعب مع نادي بودوشنوست لكرة السلة من سنة 2005 إلى 2007، ثم لعب مع نادي رادنيتشكي كراغوييفاتس لكرة السلة في موسم 2011–2012، ثم لعب مع نادي نيمبورك لكرة السلة في موسم 2012–2013، ثم لعب مع نادي إيجوكيا لكرة السلة في سنة 2013، ثم لعب مع نادي ليتكابليس لكرة السلة في موسم 2015–2016.

## روابط خارجية
- ميليان بافكوفيتش على موقع الدوري الأوروبي لكرة السلة (الإنجليزية)
- ميليان بافكوفيتش على موقع كرة السلة الأوروبية.كوم (الإنجليزية)
- ميليان بافكوفيتش على موقع ريلجم (الإنجليزية)
- ميليان بافكوفيتش على موقع بروبوليرز (الإنجليزية)
- ميليان بافكوفيتش على موقع سبورتس رفرنس (الإنجليزية)